# Goldberg (Hagen)
Der Goldberg ist ein 266,2 m ü. NHN hoher Berg in Hagen.  Schon im späten Mittelalter wurden im Goldberg in der Nähe des Dorfes Hagen an der Volme Gold und Silber abgebaut.
Laut den Reiseberichten der Schriftsteller Ferdinand Freiligrath und Levin Schücking, die im Jahre 1842 als Buch mit dem Titel Das malerische und romantische Westphalen veröffentlicht wurden, werden die Sagen und historischen Begebenheiten über den Goldberg in Hagen erzählt. Die Berichte besagen, dass im 12. Jahrhundert am Goldberg in Hagen Gold und Silber abgebaut wurden. Als Beweis für den Abbau wird auf eine Lehnsurkunde zwischen dem Kölner Erzbischof Adolf von Altena und Arnold von Altena verwiesen. Des Weiteren wird die tragische Liebesgeschichte eines fremden jungen Mannes erzählt, der die Tochter des Ortsvorstands ehelichen wollte, des Diebstahls angeklagt wurde und auf dem Scheiterhaufen sein Ende fand. Der Sage nach soll seine Mutter den Goldberg verflucht und sich dann selbst in den Tod gestürzt haben.
Der Berg wird vom zwischen 1906 und 1910 errichteten Goldbergtunnel unterquert. Auf dem Berg befindet sich der 1900/1901 errichtete Hagener Bismarckturm.